# Tadeusz Chciuk-Celt
Tadeusz Tomasz Chciuk-Celt, pseudonimy: Marek Celt, Michał Lasota (ur. 17 października 1916 w Drohobyczu, zm. 10 kwietnia 2001 w Monachium) – kurier ZWZ, redaktor i zastępca dyrektora Sekcji Polskiej RWE, ostatni prezes PSL na Uchodźstwie, autor wspomnień wojennych, kawaler Krzyża Srebrnego Orderu Virtuti Militari. Brat pisarza Andrzeja Chciuka.

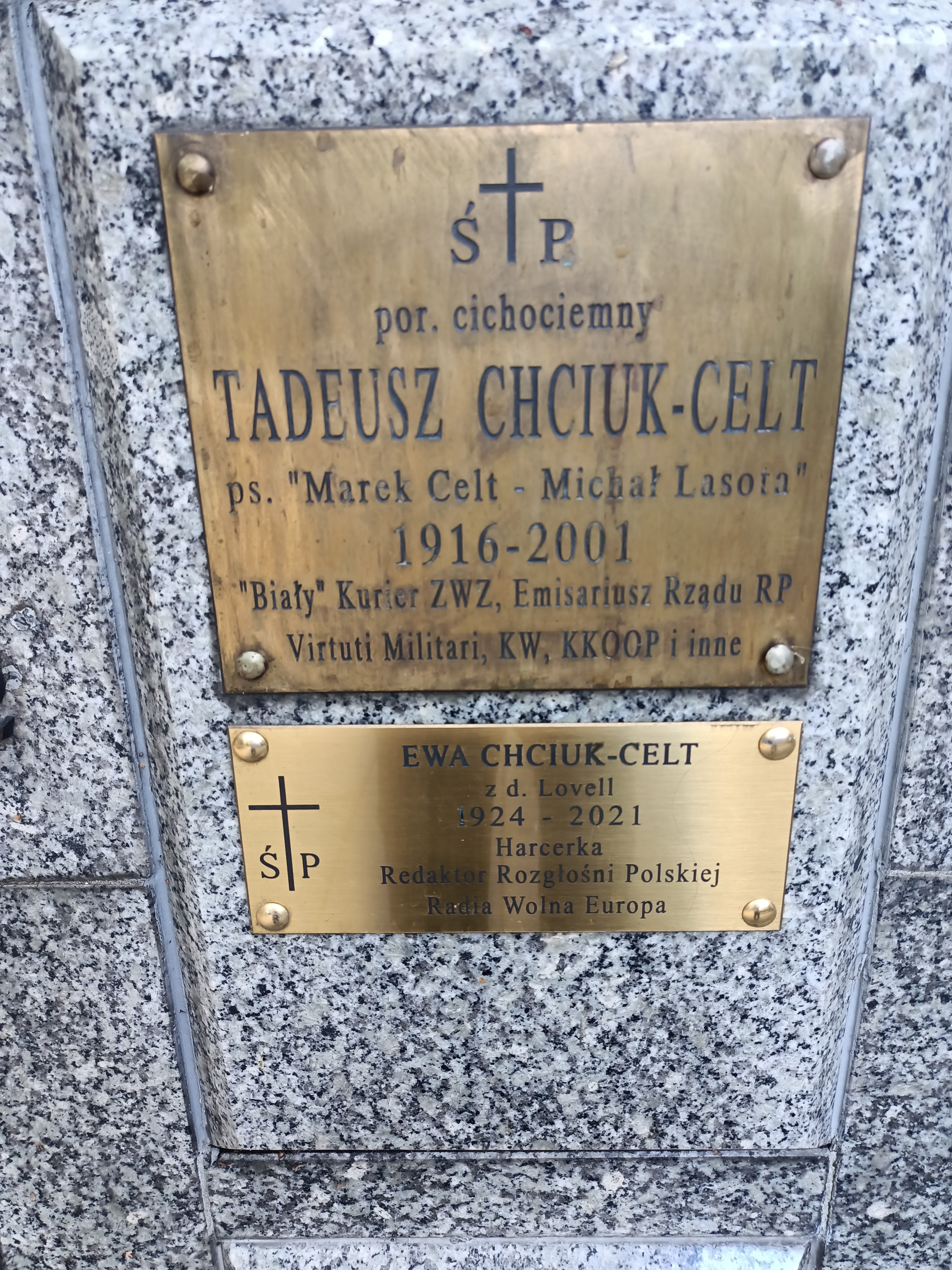
Grób Tadeusza Chciuk-Celta na cmentarzu wojskowym na Powązkach

## Życie i działalność

### 1916–1939
Tadeusz Chciuk-Celt urodził się w 1916 w Drohobyczu. Był synem Marii z d. Śpiewak i Michała. Miał braci Antoniego, Władysława, Andrzeja, siostrę Stanisławę (po mężu Sklenarz). Od 1927 był w Związku Harcerstwa Polskiego, w 1936 został podharcmistrzem. Odbył studia prawnicze na Wydziale Prawa Uniwersytetu Jana Kazimierza we Lwowie, które ukończył z tytułem magistra praw w 1939 roku. Rozwijał także zainteresowania muzyczne. Jeszcze w czasach gimnazjalnych pobierał naukę w Szkole Muzycznej im. M. Łysenki w Drohobyczu, a podczas studiów ukończył średni kurs Konserwatorium Muzycznego im. K. Szymanowskiego we Lwowie.

### 1940–1945
Podczas II wojny światowej brał czynny udział w walce zarówno z sowieckim, jak i nazistowskim okupantem. Podczas kampanii wrześniowej brał udział w walkach jako ochotnik bez przydziału. W początkowym okresie wojny działał jako tzw. „biały kurier” Związku Walki Zbrojnej pomiędzy okupowaną przez ZSRR Małopolską Wschodnią a Budapesztem. Swoje przeżycia z tego okresu opisał w książce Biali kurierzy.
W maju 1940 wstąpił jako ochotnik do Armii Polskiej we Francji, gdzie służył jako podchorąży artylerii w 3 Dywizji Piechoty. Po upadku Francji przedostał się do Wielkiej Brytanii, gdzie służył w 1 Brygadzie Strzelców w Szkocji oraz w dywizjonie artylerii lekkiej motorowej. Ukończył także, z drugą lokatą, Szkołę Podchorążych Artylerii w Szkocji ze stopniem podporucznika. Później został instruktorem w tej szkole.
W Londynie ponownie zgłosił gotowość do pracy kurierskiej. Odbył kurs skoczków spadochronowych, w nocy 27/28 grudnia 1941 w operacji lotniczej „Jacket” został zrzucony do okupowanej Polski z samolotu Halifax L-9618 „W”, wraz z cichociemnymi: Alfredem Paczkowskim ps. Wania, Andrzejem Swiątkowskim ps. Amurat, Maciejem Kalenkiewiczem ps. Kotwicz oraz Marianem Jureckim ps. Orawa. Wylądował na spadochronie jako emisariusz rządu gen. Władysława Sikorskiego. Jego zadaniem było sporządzenie dla Sikorskiego raportu o stanie państwa podziemnego.
W wyniku pomyłki pilot zrzucił uczestników operacji na terenach przyłączonych do Rzeszy (w rejonie miejscowości Brzozów Stary), zamiast w Generalnym Gubernatorstwie. Podczas lądowania dwie osoby zostały w celu ukrycia zasobników zrzutowych (rtm Marian Jurecki „Orawa” i kpt. Andrzej Świątkowski „Amurat”), a pozostali wyruszyli po pomoc. Trafili jednak na patrol niemieckiej straży granicznej i zostali wzięci do niewoli. Na strażnicy niemieckiej z pistoletu „Vis” zastrzelili prawie całą załogę, a następnie przedostali się do Warszawy. Pozostali na miejscu lądowania ranni cichociemni, znajdując się w beznadziejnej sytuacji, popełnili samobójstwo (Amurat zastrzelił rannego Orawę i siebie).
Powrót Chciuka do Londynu na skutek szeregu przeszkód i trudności nastąpił dopiero w czerwcu 1943 roku. Podczas powrotu przez Węgry, Chorwację, Włochy i Hiszpanię był więziony w obozie koncentracyjnym w Miranda de Ebro. Nie zdążył przekazać swojego raportu gen. Sikorskiemu, który 4 lipca tegoż roku zginął w Gibraltarze. Przebieg operacji „Jacket” Chciuk opisał w książce Koncert. Opowiadanie cichociemnego, a przewidziany dla gen. Sikorskiego raport – w książce Raport z podziemia 1942.
Po powrocie do Londynu Chciukowi powierzono funkcję kierownika kurierów w MSW. Równocześnie został członkiem zespołu redakcyjnego tajnej rozgłośni polskiej Świt z siedzibą w Anglii. Na polecenie premiera Stanisława Mikołajczyka, a zarazem jako oficjalny przedstawiciel Komitetu Naczelnego ZHP, wraz z Józefem Retingerem został ponownie zrzucony do Polski w operacji lotniczej „Salamander”. W poniedziałek 3 kwietnia 1944 o godz. 19.25 samolot Halifax JP-180 „V” z polską zalogą (1586 Eskadra PAF) wystartował z polskiej bazy w Brindisi. Poleciał trasą nr 4, nad miejscowościami Bar i Kotor, przez Czarnogórę na Węgry, ominął od wschodu Budapeszt, dotarł do Polski na wschód od Tatr. We wtorek 4 kwietnia 1944 roku wraz z Retingerem został zrzucony na placówkę odbiorczą „Zegar”, niedaleko majątku Olesin Duży, gmina Dębie Wielkie, powiat Mińsk Mazowiecki, 26 km na wschód od stacji kolejowej Warszawa Główna. W czterech nalotach na placówkę zrzucono skoczków, dziewięć zasobników i dziewięć paczek. Zrzut sprawnie odebrał oddział AK, Retinger i Chciuk nocowali w dworze Jolanty i Jerzego Gruhnów w Olesinie Dużym, następnie pociągiem dojechali do Warszawy, zamieszkali przy ul. Marszałkowskiej.
Powrócił do Londynu wraz z Retingerem w lipcu tego samego roku, w ramach operacji lotniczej „Wildhorn III” (Most 3). Samolot Dakota KG-477 „V” (267 dywizjon RAF, załoga: pilot – F/L Culliford S.G, pilot – F/O Kazimierz Szrajer – 1586 Esk. / nawigator – F/O Williams J.P. / radiotelegrafista – F/S Appleby J.) wystartował z lotniska Campo Casale nieopodal Brindisi, lądował o godz. 00.23 na lądowisku „Motyl” w okolicach miejscowości Wał Ruda (pow. brzeski) oraz Jadowniki Mokre, 18 km od Tarnowa. Samolotem przylecieli do Polski cichociemni: Bogusław Wolniak ps. Mięta, Kazimierz Bilski ps. Rum, Leszek Starzyński ps. Malewa oraz Zdzisław Jeziorański ps. Zych. Z Polski odleciał wraz z innymi pasażerami: Tomaszem Arciszewskim ps. Stanisław, Józefem Retingerem, Jerzym Chmielewskim oraz Czesławem Micińskim. Samolot zabrał zdobyte przez wywiad AK części rakiety V-2 oraz przygotowany przez naukowców konspiracyjny raport w tej sprawie.
Był jedynym kurierem, który skoczył do Polski dwukrotnie. Po powrocie do Londynu w grudniu 1944 roku został dopuszczony do próby na stopień harcmistrza przez hm. RP Olgę Małkowską, przewodniczącą Komitetu Naczelnego ZHP na czas wojny.

### 1945–2001
Po zakończeniu działań wojennych Tadeusz Chciuk-Celt został wysłany w grudniu 1945 roku do Polski jako sekretarz Misji do Spraw Demobilu razem z dr. Józefem Retingerem, twórcą i kierownikiem tej akcji. Celem misji było przekazanie do kraju materiałów i sprzętu pochodzącego z armii amerykańskiej i brytyjskiej.
W kwietniu 1946 roku został aresztowany przez UB wraz z żoną. Zwolniono go po kilku miesiącach, po osobistej interwencji Stanisława Mikołajczyka. W kraju Chciuk pracował krótko w Wojewódzkim Urzędzie Ziemskim w Krakowie. Współdziałał także z Polskim Stronnictwem Ludowym w walce przeciw sowietyzacji kraju. Po opuszczeniu Polski przez S. Mikołajczyka w październiku 1947 roku nasiliły się prześladowania działaczy ludowych, które nie ominęły także Tadeusza Chciuka, który zmuszony był we wrześniu 1948 roku uchodzić z Polski.
Po ucieczce z kraju przebywał przez kilka lat we Francji, gdzie m.in. wstąpił do PSL na Uchodźstwie. Zajmował się redagowaniem Biuletynu informacyjnego PSL. Powierzono mu także funkcję prezesa PSL w Okręgu Paryż. Jako przedstawiciel Rady Naczelnej PSL wyjeżdżał kilkakrotnie w sprawach organizacyjnych do Belgii, Szwajcarii i Niemiec. Ponadto udzielał się w harcerstwie jako instruktor oraz jako naczelnik „Sokoła” w Paryżu. W 1966 roku mianowany harcmistrzem rozkazem L7/66 Naczelnika Harcerzy hm. Jerzego Wittinga z dnia 21 lipca 1966 roku
Od 1952 roku do śmierci w 2001 roku Tadeusz Chciuk-Celt przebywał w Monachium. Był współtwórcą działającej od 1952 roku Sekcji Polskiej Radia Wolna Europa. Był redaktorem działu wiejskiego oraz redaktorem programów poświęconych tematyce wsi, które prowadził pod pseudonimem „Michał Lasota”. Zawołaniem jego audycji było: „Tym, co żywią i bronią – chłopom polskim, szczęść Boże”. Walczył na falach eteru przeciw komunizacji Polski. Był nadto czołowym komentatorem politycznym rozgłośni, a także autorem słuchowisk radiowych i audycji harcerskich. W latach 1976–1983 (do czasu przejścia na emeryturę) pełnił funkcję zastępcy dyrektora Sekcji Polskiej RWE.
Chciuk-Celt pełnił także funkcję prezesa Syndykatu Dziennikarzy Polskich w Niemczech Zachodnich. Ponadto od 1981 roku był prezesem samodzielnego Oddziału byłych Żołnierzy AK w RFN, a w 1988 roku został (ostatnim) prezesem PSL na Uchodźstwie.
Do Polski przyjechał po raz pierwszy dopiero w roku 1991.
Zmarł w 2001 roku w Monachium. Jego prochy złożono z honorami wojskowymi w Panteonie Żołnierzy Polski Walczącej na Cmentarzu Wojskowym na Powązkach w Warszawie (kwatera D 18 KOL LEWE A – 2 – 2).

## Publikacje (pod pseudonimem Marek Celt)
- Marek Celt, By parachute to Warsaw, Dorothy Crisp & Co. Ltd., London 1945

- Marek Celt, Koncert. Opowiadanie cichociemnego, wydania (numeracja autora I – VII):

1. wydanie I, wydanie w trzech kolejnych numerach na łamach „Nowej Polski”, marzec, kwiecień, maj, Londyn 1945
2. wydanie II, w ramach Antologii prozy wojennej, Paryż 1946
3. wydanie III, na łamach „Tygodnika Powszechnego” (w odcinkach), Kraków 1947
4. wydanie IV, emisja radiowa, Radio Wolna Europa, audycja „Na Czerwonym Indeksie”, Monachium 1952
5. wydanie V, na łamach pisma Polskiego Stronnictwa Ludowego „Nasz Znak”, Szwecja 1953
6. wydanie VI, obszerne fragmenty opowiadania w: Jan Erdman, Droga do Ostrej Bramy, USA 1983
7. wydanie VII, nakładem autora, Monachium 1987
8. wydanie VIII, „pirackie”, bez zgody i wiedzy autora, Polska 1990
9. wydanie IX, I wydanie krajowe, Wydawnictwo LTW, Warszawa 2002

- Marek Celt, Biali kurierzy, wydania:

1. wydanie I, nakładem autora, Monachium 1986; Nagroda Pisarska SPK 1986
2. wydanie II, nakładem autora, Monachium 1989
3. wydanie III, w tzw. „Drugim Obiegu”, Wydawnictwo Polskie, Polska 1989
4. wydanie IV, w tzw. „Drugim Obiegu”, „Prawy Margines” (Solidarność Walcząca), 1989
5. wydanie V, w tzw. „Drugim Obiegu”, „Wola”, 1990
6. wydanie VI, „pirackie”, bez zgody i wiedzy autora, Polska 1990

- Marek Celt, Raport z podziemia 1942, wydania:

1. wydanie I, nakładem autora, Monachium 1990
2. wydanie II, Zakład Narodowy im. Ossolińskich, Wrocław 1992

- Marek Celt, Trzeci Most, praca nieukończona, fragmenty wyd. „Przekrój”, 31 maja 1992, s. 8–9

- Marek Celt, Z Retingerem do Warszawy i z powrotem. Raport z Podziemia 1944, Łomianki 2006

## Odznaczenia i wyróżnienia

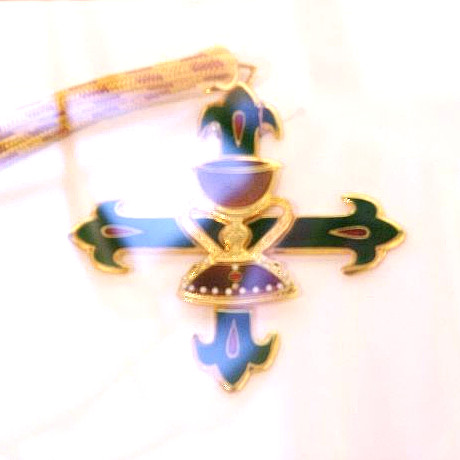
Order Św. Graala należący do Tadeusza Chciuka-Celta

Tadeusz Chciuk-Celt, za swoje zasługi w walce z okupantem sowieckim i niemieckim, został uhonorowany licznymi odznaczeniami. Najważniejsze z nich to:
- Krzyż Komandorski z Gwiazdą Orderu Odrodzenia Polski „Polonia Restituta” pośmiertnie od prezydenta RP Lecha Kaczyńskiego (2008)[15]
- Krzyż Komandorski Orderu Odrodzenia Polski „Polonia Restituta”, przyznany przez prezydenta RP Lecha Wałęsę (1994)[16]
- Krzyż Srebrny Orderu Virtuti Militari nr 8405[8] nadany przez władze RP na Uchodźstwie (1943)
- Krzyż Walecznych – dwukrotnie, przyznany przez Komendę Główną AK[8]
- Krzyż Armii Krajowej[8] (1973)
- Medal Wojska – czterokrotnie[8] (1973)
- Krzyż Kampanii Wrześniowej[8] (1985)
- Krzyż Batalionów Chłopskich (1998)
- Srebrny Krzyż „Za Zasługi dla ZHP” z Rozetą z Mieczami (1996)
- Order św. Graala, przyznany przez Kapitułę w Walencji (T. Chciuk-Celt był jednym z pięciu Polaków, którym przyznano to odznaczenie)[8]
- Znak Spadochronowy zwykły i bojowy[8]

Odznaczenie Krzyżem Komandorskim z Gwiazdą Orderu Polonia Restituta
W dniu 5 września 2008 roku w siedzibie Konsulatu RP w Monachium przy ul. Roentgena 5 odbyła się uroczystość wręczenia przyznanego pośmiertnie Krzyża Komandorskiego z Gwiazdą wdowie po Tadeuszu Chciuku-Celcie – p. Ewie Chciuk-Celt. Odznaczenie w imieniu rodziny odebrał najmłodszy syn Państwa Chciuk-Celt – Jan Chciuk-Celt. Uroczystość uświetnili obecnością harcerze ze Szczecina z Drużyny „CELT” im. Białych Kurierów, którzy wystawili poczet sztandarowy, a także członkinie zespołu „Ychtis” z Katowic, które wykonały piosenki lwowskie. Laudację przeprowadził p. dr Wojciech Frazik z IPN w Krakowie, a okolicznościowe przemówienia wygłosili: odbierający Order syn T. Chciuka-Celta, p. Romuald Kołudzki-Stobbe ze Stowarzyszenia Przyjaciół Ziemi Drohobyckiej, współpracownicy z Radia Wolna Europa. Wyświetlono też krótki – 20-minutowy film o postaci odznaczonego.

## Upamiętnienie

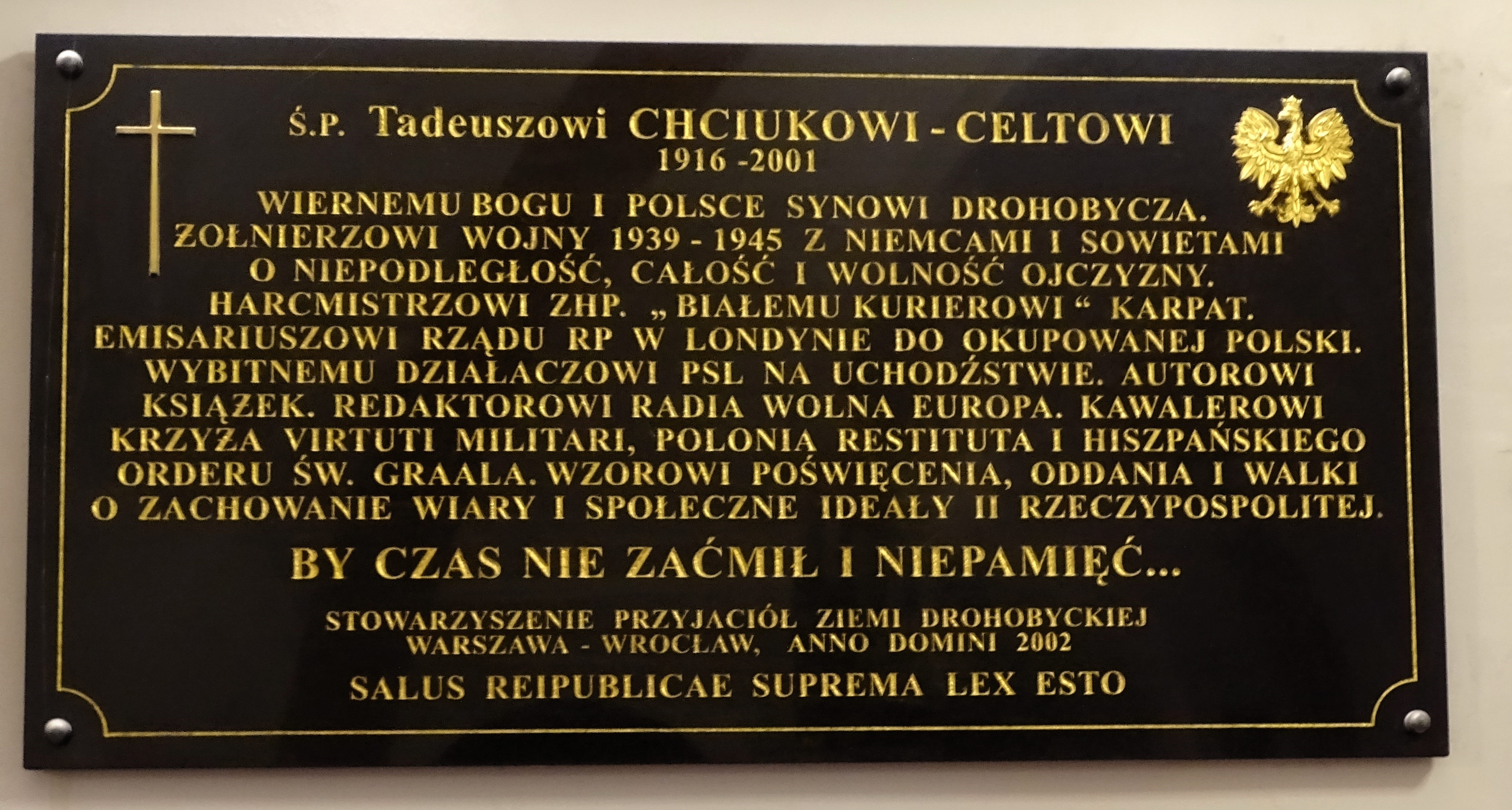
Tablica pamiątkowa Tadeusza Chciuka w kościele garnizonowym św. Elżbiety we Wrocławiu

Tadeuszowi Chciukowi-Celtowi poświęcono film dokumentalny „Emisariusz” (TVP) oraz dwie tablice pamiątkowe. Odsłonięcie jednej z nich miało miejsce podczas Ogólnopolskiego Święta Czynu Chłopskiego w Kałkowie-Godowie, 22 sierpnia 2004 roku. Odsłonięcie drugiej zaplanowano na 15 maja 2005 roku w Kościele Garnizonowym pw. św. Elżbiety we Wrocławiu. Ponadto życiu i działalności Chciuka-Celta poświęcono wystawę w Muzeum Historii Polskiego Ruchu Ludowego w Warszawie (ekspozycja prezentowana od stycznia do czerwca 2005 roku), na której prezentowano pamiątki i dokumenty pochodzące z archiwum po Chciuku, przekazanego Muzeum HPRL przez wdowę, Ewę Chciuk-Celt.

### Drużyna Harcerska „CELT” im. Białych Kurierów

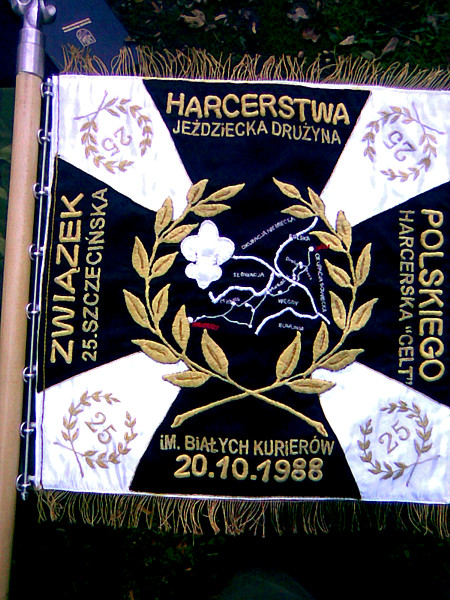
Sztandar 25.SJDH „CELT” im. Białych Kurierów – awers

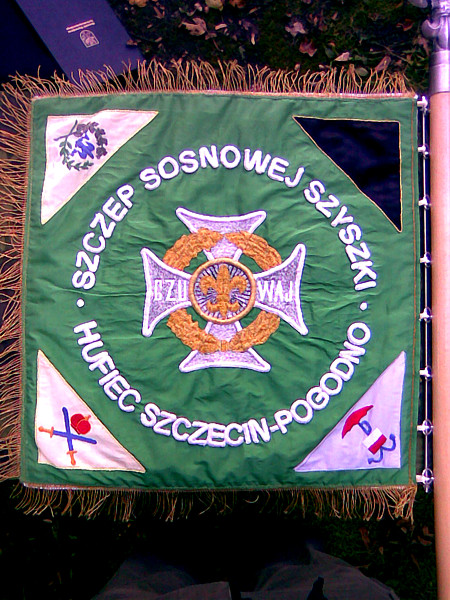
Sztandar 25.SJDH „CELT” im. Białych Kurierów – rewers

W Szczecinie od 1988 roku działa Drużyna Harcerska, nosząca od 1996 imię Białych Kurierów. Pełna nazwa Drużyny to 25. Szczecińska Jeździecka Drużyna Harcerska „CELT” im. Białych Kurierów, prowadzona przez dalekiego krewnego Tadeusza Chciuka. Drużyna zdobyła sztandar ufundowany m.in. przez Ewę Chciuk-Celt i drużynowego – hm. Rafała Raniowskiego HR. Sztandar został przyznany Rozkazem LS2/2007 z dnia 15 sierpnia 2007 roku, a wręczony w dniu 23 września na Skwerze hm. Telesfora Badetki w Szczecinie, na którym co roku odbywają się apele Hufca Szczecin-Pogodno. Drużyna posiada stronę w internecie.

## Wybrana bibliografia

### Literatura podstawowa
- Majewski Jan Mieczysław, Odszedł na wieczną wartę. Tadeusz Chciuk-Celt, w: Zeszyty Historyczne nr 15, Światowy Związek Żołnierzy AK, Oddział w Gliwicach, 2001
- Pilecki Jerzy M., Osiemdziesięciolecie Tadeusza Chciuka, w: „Ziemia Drohobycka” nr 10, Zarząd Główny Stowarzyszenia Przyjaciół Ziemi Drohobyckiej, Wrocław 1997, s. 2–13
- Sikora Karolina, Ostatni emisariusz. Tadeusz Chciuk-Celt. 1916-2001. Informator o wystawie, Muzeum Historii Polskiego Ruchu Ludowego, Warszawa 2005
- Stępień Józef, Emisariusz „Celt” (1916-2001), w: Rocznik Historyczny Muzeum Historii Polskiego Ruchu Ludowego nr 18, red. zespół, Warszawa 2002, s. 203–211
- Szatsznajder Jan, Dopisany życiorys... Władysława Ossowskiego, Wydawnictwo „W Kolorach Tęczy”, Wrocław 1994
- Żongołłowicz Bogumiła, Tadeusz Chciuk – Michał Lasota – Marek Celt (1916-2001), [w:] Archiwum Emigracji, t. XII. Studia, szkice, dokumenty. Rok 2001. Zeszyt 4, Toruń 2001
- Bogusław Polak (red.): Konspiracja 1939–1945, część 1 (redakcja naukowa Bogusław Polak). T. V. Koszalin: Wyd. Uczelniane Politechniki Koszalińskiej, 1999. ISBN 83-87424-98-6.